# Хорватська кухня

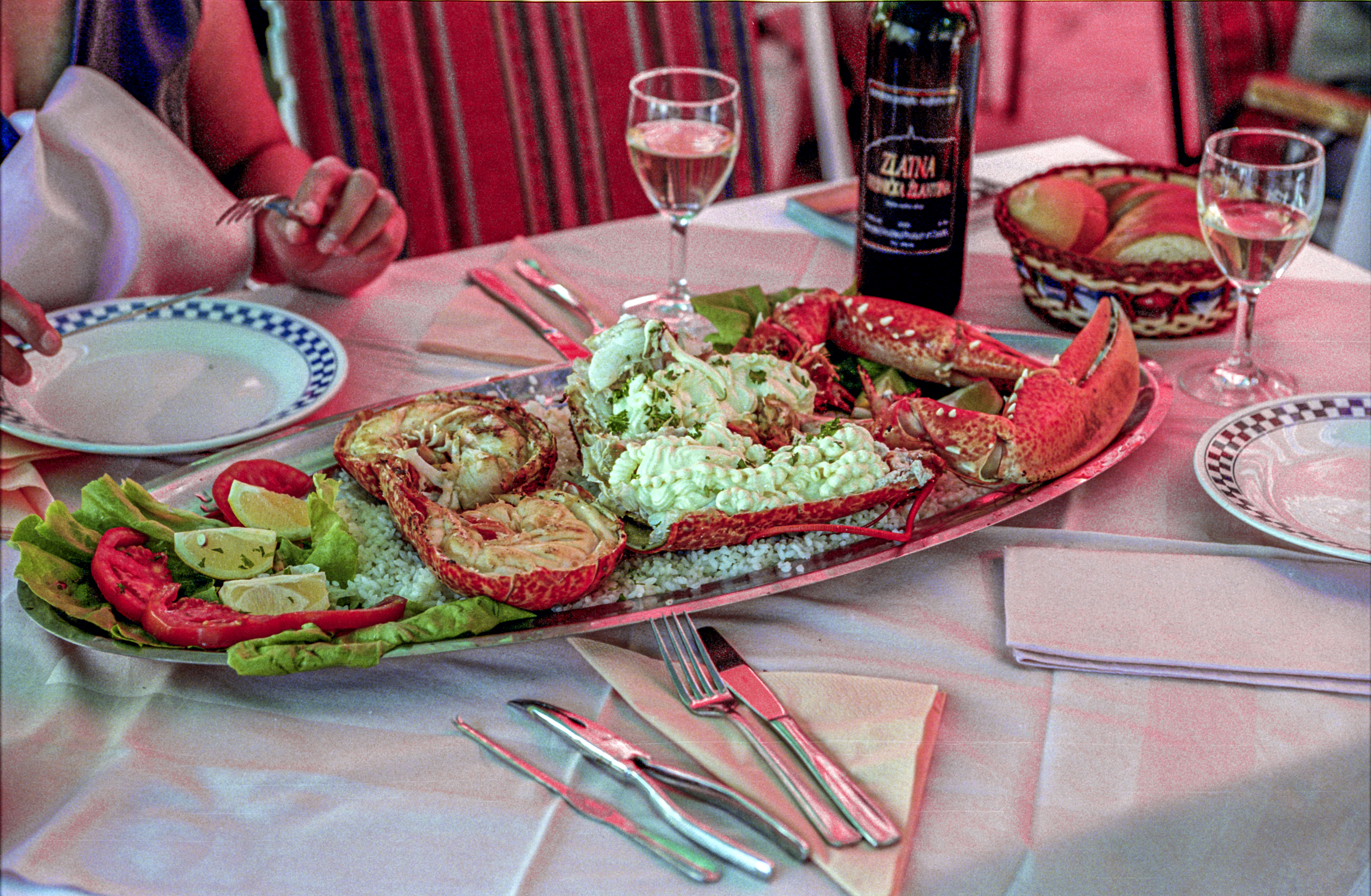
Лобстер з Далмації

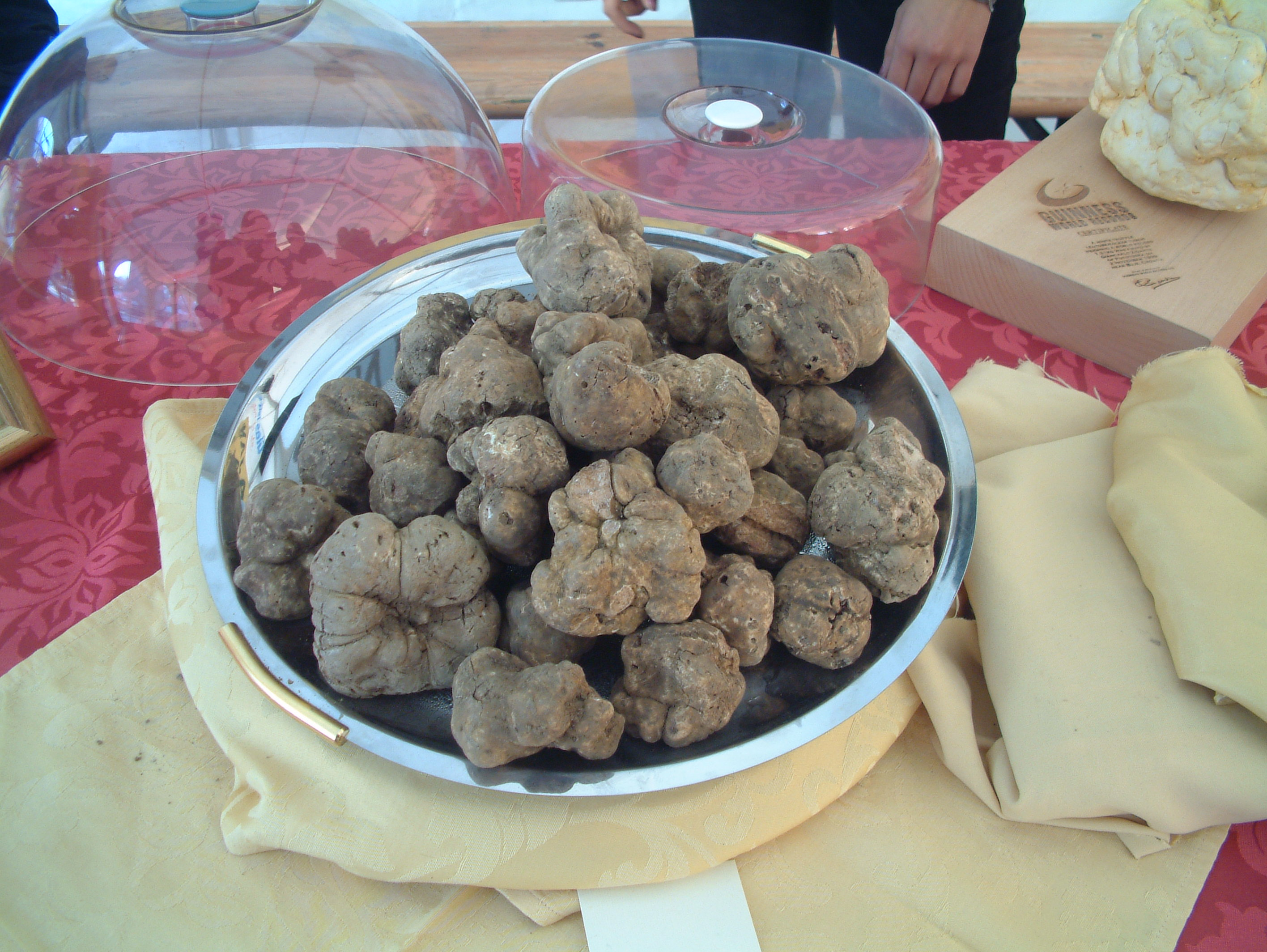
Трюфелі з Істрії

Хорватська кухня (хорв. Hrvatska kuhinja) — національна кухня хорватського народу, що є також кухнею народів Хорватії.

## Опис
Кухня Хорватії різноманітна, тому виділяють кухню центральних районів Хорватії, на становлення якої істотно вплинули слов'янська, угорська, віденська та турецька кухні, і прибережну кухню Хорватії, в якій сильний вплив грецької, італійської та французької кухонь.

### Кухня центральної Хорватії
Центральні райони Хорватії та гірські райони славляться такими стравами: тушковані овочі (маністра), ковбаси всіх видів (зокрема, кулен — копчена ковбаса зі свинини з рясним додаванням паприки і деяких інших прянощів), індичка з млинцями, фаршировані маринованими овочами грудки індички (пуреча прса), традиційний листковий пиріг (бурек) із м'ясом — «меса», або з сиром — «сира», суп з квасолею і кукурудзою (маністра од добича), національною випічкою з тіста з сиром і яйцями «загорські штруклі» (у списку нематеріальної культурної спадщини Хорватії). За традицією у всі хорватські страви додають оливкову олію.

### Кухня прибережних районів Хорватії
Кухні південних районів країни відрізняються більш частим використанням риби та морепродуктів, але і традиційні м'ясні страви також присутні. Поширені страви: копчений свинячий окіст пршут з сухим сиром з острова Паг, страва з рису з трюфелями — ріжотто, паштицада — національна страва з тушкованої яловичини, приготована в спеціальному соусі, м'ясо молодого ягняти з кислим овечим молоком із Шибеника — висовачке беговице, винний суп, гуляш-асорті з різних сортів риби з рисом бродет, краби — прштачі.

### Десерти
Типовими десертами є фрукти (у тому числі й зацукровані): інжир, родзинки, мигдаль і мед. Популярна кава-еспресо. Хорватські традиційні лікери — вишневий мараскино із Задара та трав'яний пелинковач.

Частиною хорватської культурної спадщини є лицитарський пряник — барвисто оформлений кондитерський виріб, медовий пряник, найчастіше — у формі серця.

Традиційна страва, особливо популярна в Північній Хорватії — солодкий пиріг з листкового тіста з начинкою з сиру, яблук, маку та горіхів «Меджимурська гібаніца».

З острова Раб походить традиційний «рабський торт». Основні інгредієнти торта — це мигдаль та лікер Мараскіно.